# Écureuil roux (Amérique du Nord)
Tamiasciurus hudsonicus
Ne doit pas être confondu avec l'Écureuil roux d'Eurasie ou l'Écureuil à queue rouge.
Pour les articles homonymes, voir Écureuil roux (homonymie).
Espèce
Statut de conservation UICN

 LC  : Préoccupation mineure
L'Écureuil roux américain (Tamiasciurus hudsonicus) est une espèce d'écureuils présente au Canada et aux États-Unis.

## Description
Sa longueur est de 28 à 35 cm et il pèse entre 140 et 250g. On le remarque à sa couleur qui est blanc sur son ventre et son dos est plus ou moins roux avec une ligne noire séparant le tout. Il est aussi agile et  nerveux.
Il ne faut pas le confondre avec l'écureuil roux d'Eurasie (Sciurus vulgaris).

## Répartition

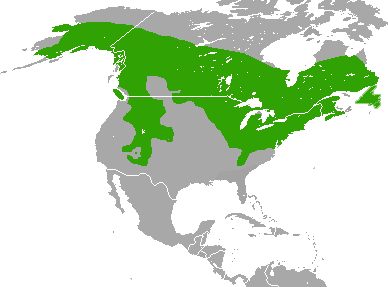
Répartition

L'écureuil roux d'Amérique du Nord est largement répandu à travers le continent nord américain. Son aire de répartition couvre une grande partie du Canada ainsi que plusieurs états américains.

## Comportement

### Relations sociales
Bien que cet écureuil vive en solitaire, une équipe de chercheurs canadiens (Kluane Red Squirrel Project) a constaté plusieurs cas d’adoptions de petits orphelins. Étonnamment les orphelins adoptés avaient tous un lien de parenté assez proche avec leur mère adoptive, qui était leur tante, leur sœur ou leur grand-mère, ce qui implique que les écureuils roux connaissent les liens de parentés avec les autres écureuils qui les entourent.
Les chercheurs supposent que ces rongeurs, qui fréquentent peu leurs congénères, reconnaissent les individus à leurs cris et que, lorsqu’un cri familier ne se fait plus entendre, ils vont voir ce qu’il est advenu de la portée.

### Alimentation et importance écologique

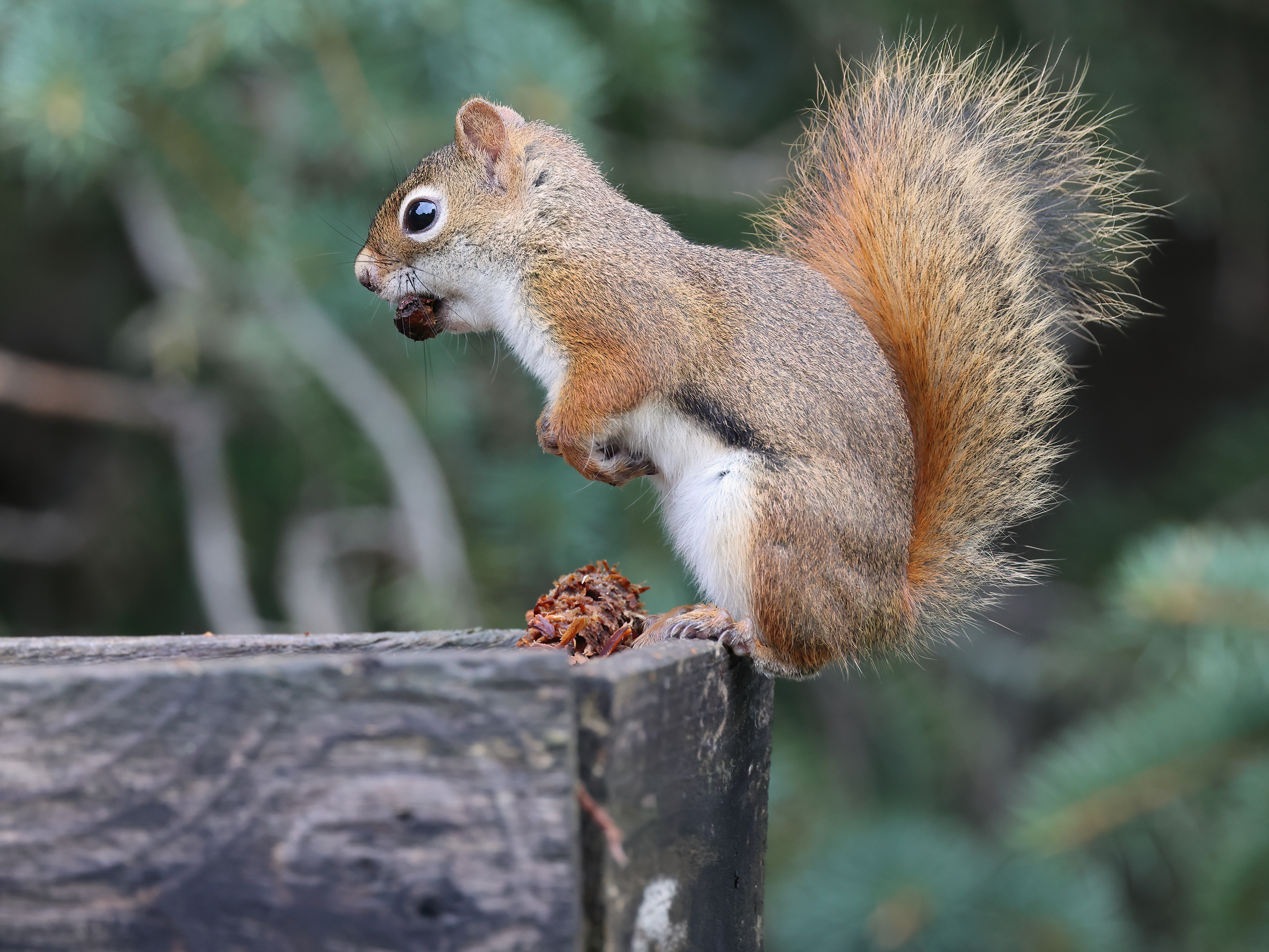
Un écureuil roux en train de se nourrir

Comme son cousin européen Sciurus vulgaris, Tamiasciurus hudsonicus consomme en automne et hiver (et peut-être en été) des champignons, dont des champignons hypogés, c'est-à-dire dont la fructification est souterraine. Ce faisant, cette espèce contribue à en disséminer les spores et joue un rôle utile pour la forêt, car ce sont des champignons mycorhiziens essentiels pour des essences forestières majeurs. Elle contribue donc indirectement à la bonne mycorhization des arbres mais aussi à la dispersion des truffes et d'autres champignons.
Une étude a porté sur le contenus du tractus digestif de 75 écureuils roux nord-américains et de 138 Grands Polatouches (Glaucomys sabrinus) capturés de novembre à février en forêt boréale au nord-ouest de l'Alberta. De grandes quantités spores de champignons épigés ont été observées, principalement des spores de Bolétales, Russulaceae et Cortinariaceae. Des spores d'ascomycètes hypogés (Elaphomyces  et Tuber sp.) et de basidiomycètes (Gautiera, Hymenogaster, Hysterangium et Rhizopogon sp.) ont également été trouvées dans le tube digestif, en moindre quantité. Moins souvent on a trouvé des restes de sporocarpes coriaces ou carbonacés venant espèces d'Hymenochaetaless, Diatrypaceae, Xylariaceae et Bankeraceae, ainsi que quelques spores de rouilles (e.g. Phragmidium fusiforme) avec des conidies (e.g., Helicoma sp.) et des ascospores de microfungi ascomycètes (e.g. Sordariaceae). Par contre, aucun tissu lichénique n'a pu être trouvé, alors qu'une hypothèse admise était que ces écureuils pouvaient trouver avec les lichens abondants au sol et sur les arbres un complément alimentaire hivernal. Dans la même étude, 110 fumées fécales (excréments) d'écureuil volant du nord ont été collectées dans la même zone de juin à août. Leur analyse a montré que cet écureuil consomme aussi une importante quantité de champignons en été.

## Liste des sous-espèces

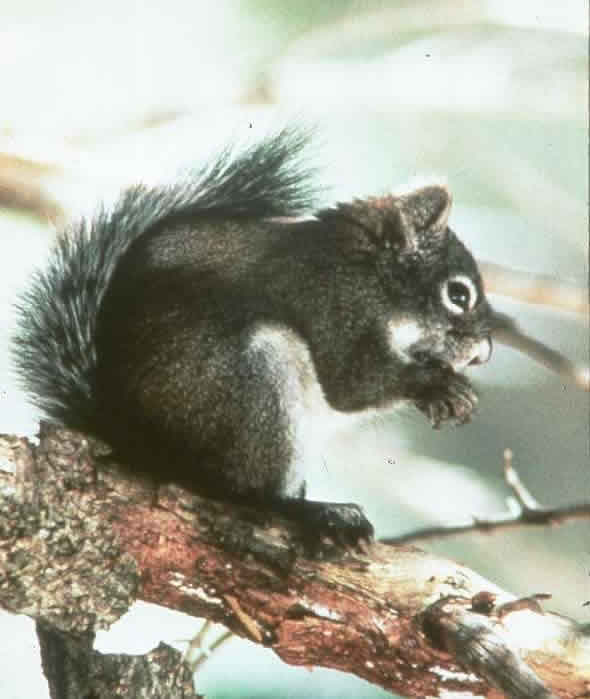
Tamiasciurus hudsonicus grahamensis, une sous-espèce en voie de disparition.

Selon MSW :
- T. h. hudsonicus
- T. h. abieticola
- T. h. baileyi
- T. h. dakotensis
- T. h. dixiensis
- T. h. fremonti
- T. h. grahamensis
- T. h. gymnicus
- T. h. kenaiensis
- T. h. lanuginosus
- T. h. laurentianus
- T. h. loquax
- T. h. lychnuchus
- T. h. minnesota
- T. h. mogollonensis
- T. h. pallescens
- T. h. petulans
- T. h. picatus
- T. h. preblei
- T. h. regalis
- T. h. richardsoni
- T. h. streatori
- T. h. ungavensis
- T. h. ventorum